# Тиден, Владимир Владимирович
Влади́мир Влади́мирович Ти́ден (1905—1944) — партийный и хозяйственный деятель Карело-Финской ССР, один из организаторов и руководителей партизанского движения в Карело-Финской ССР в годы Великой Отечественной войны.

## Биография
Отец, Владимир Эдуардович Тиден, — из рода прибалтийских немцев. Мать, Инна Николаевна Борисенко, — русская. Дед, Эдуард Христофорович Тиден (1834—1897), уроженец Риги, архитектор, имел чин статского советника.
Владимир вырос в Ленинграде, воспитывался матерью. После окончания семилетней школы начал трудовую деятельность на железной дороге. В 1921—1925 годах — рабочий на различных предприятиях железнодорожного транспорта.
С октября 1925 года — ответственный секретарь комитета комсомола на Сорокских заводах. С 1926 г. — член ВКП(б), секретарь Повенецкого райкома ВЛКСМ.
С 1927 года по 1928 год служил в Красной армии. В 1928—1930 годах работал пропагандистом Великогубского райкома КП(б) АКССР. С 1930 г. заведующий отделом Пудожского районного комитета ВКП(б). С 1931 года — секретарь парткома Нивастроя. С 1932 года — секретарь партийного комитета Онежского металлургического и механического завода. С 1934 года — секретарь Пудожского районного комитета ВКП(б).
Окончил школу авиаспециалистов. Добровольцем участвовал в советско-финской войне, служил в лыжном батальоне.
В марте 1941 года, после окончания Архангельской промышленной академии, назначен директором Онежского металлургического и механического завода.
Как директор крупного оборонного предприятия, призыву не подлежал, но добился направления добровольцем на фронт Великой Отечественной войны в июле 1941 года. Командир сформированного 31 июля 1941 года партизанского отряда «Красный Онежец» (который состоял, в основном из рабочих Онегзавода).
С декабря 1941 года по февраль 1942 года — командир 1-й партизанской бригады (708 человек). Участвовал в рейде бригады в январе 1942 г. на остров Большой Клименецкий в Онежском озере.
В марте 1942 года направлен на курсы по подготовке старшего командного состава при Военной академии имени Фрунзе в Москве. С января 1944 года — снова на фронте, командир 858-го стрелкового полка 283-й стрелковой дивизии.
Полковник В. В. Тиден погиб под посёлком Россь в Белорусской ССР 15 июля 1944 года при выполнении особо важного задания командования. Похоронен в братской могиле воинов полка в посёлке Россь.

## Награды
Награждён орденом Красного Знамени 18 ноября 1941 г. за два похода руководимого им партизанского отряда в тыл врага на Ребольском направлении, в ходе которых был атакован финский гарнизон в д. Муйозеро и разгромлена автоколонна противника, и Орденом Отечественной войны I степени за бои в районе Хомичи и за Россь.

## Память
- Одна из улиц посёлка Россь в Белоруссии названа именем В. В. Тидена.
- Одна из улиц Петрозаводска названа проездом имени В. В. Тидена.